# Cerchysiella meghaiana
Cerchysiella meghaiana is een vliesvleugelig insect uit de familie Encyrtidae. De wetenschappelijke naam is voor het eerst geldig gepubliceerd in 2003 door Hayat & Basha.